# Armalista
Az armalista a 16–19. századi kisnemesség egyik csoportja. A Habsburg-korban lett általános, hogy a nemesség- és címeradomány általában (adómentes) birtokadomány és a vele járó nemesi kiváltságok nélkül történt, ezért az ilyen oklevéllel rendelkezőket armalistáknak is nevezték, gyakran erősen pejoratív felhanggal, mivel az armálisok birtokosai általában szegényesen éltek, nem voltak képesek a rangjuknak megfelelő életvitelre. Gyakran jobbágytelken gazdálkodtak, vagy hivatalnokoskodással és iparűzéssel foglalkoztak, amit a nemesi szemlélet nemeshez méltatlan foglalkozásnak tekintett.

## Leírása
Ugyanakkor az armalisták nemesi öntudata erősen elkülönítette őket a parasztságtól és a polgárságtól, és a különféle nemesi szervezetek, a személyi kapcsolatok megnyitották előttük a társadalmi érvényesülés útját. Birtokaik szolgálatait is egy összegben megválthatták (summával, taksával).
A nemesítéshez az ajánlást a földesúr és a vármegye adta. Mivel ehhez nem járt birtok, az armalistákat birtoktalan nemeseknek (impossessionati) is nevezték. Ahhoz, hogy a nemesítés érvénybe lépjen, egy éven belül ki kellett hirdetni és az armálist a megye közgyűlésén be kellett mutatni, majd az armalistát beírták a vármegye armalistáinak jegyzékébe (Cathologus armalistarum).
A földesúron keresztül egyaránt adózniuk kellett az államnak és a vármegyének (1595-től rendszertelenül, 1723-tól rendszeresen ). Adójukat a jobbágyok rovásadójától elkülönítve fizették, melyet taxának neveztek. Ezért a kuriális nemesekkel együtt taksás nemeseknek is nevezték őket. Megélhetésüket hivatalnokoskodással, gazdatiszti, papi, tanári, orvosi, ügyvédi állásokkal biztosították. A 18. század királyi Magyarországának nemesi családjai közül több mint tízezer 1550 után jutott nemességhez. Ide kell sorolni az erdélyi fejedelmek által megnemesített városok (Dés, Torda, Kolozsvár, Nagyenyed) teljes lakosságát és a 16–17. századi „profugusokat”, akiknek birtokaik török kézre kerültek, és jobbágytelken gazdálkodtak. Az armalisták többsége a jobbágyfelszabadítás után beolvadt a parasztságba.